# ماساهیرو اوکاموتو
ماساهیرو اوکاموتو (انگلیسی: Masahiro Okamoto؛ زادهٔ ۱۷ مهٔ ۱۹۸۳) بازیکن فوتبال اهل ژاپن است.
از باشگاه‌هایی که در آن بازی کرده‌است می‌توان به باشگاه فوتبال جف یونایتد ایچیهارا چیبا اشاره کرد.